# Javastraat 2 (Baarn)

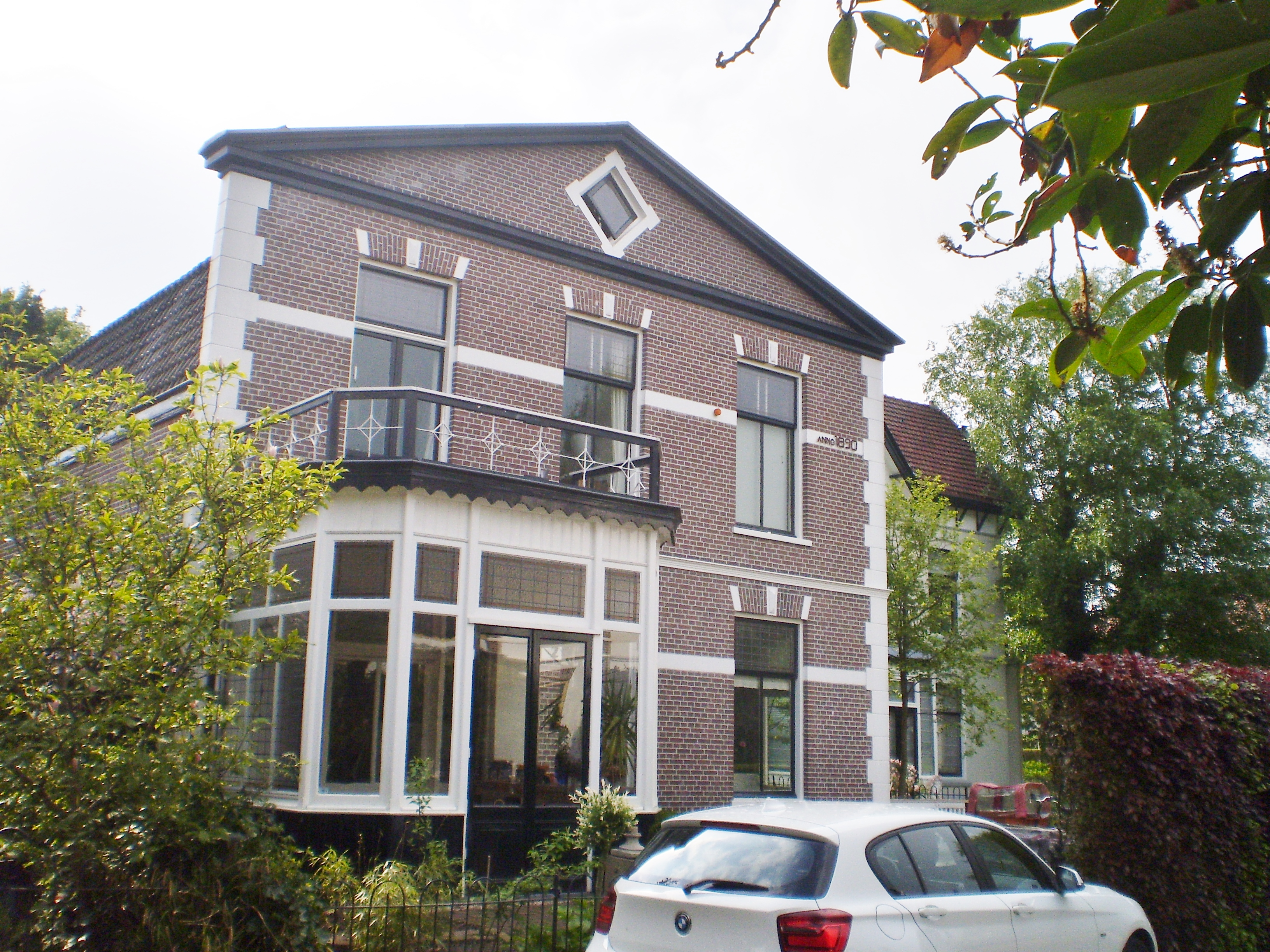
Javastraat 2

Het huis aan de Javastraat 2 is een gemeentelijk monument in Baarn in de provincie Utrecht.
Het huis werd rond 1900 gebouwd en heeft een monumentale voorgevel. Deze gevel is een mengeling van neoclassicisme en neorenaissance. In het fronton zit een ruitvormig venster.

## Javastraat
De Javastraat  werd rond 1883 aangelegd langs de tuin van villa Canton. De straat is de verbinding tussen Cantonlaan en Javalaan. Aan de smalle klinkerstraat staan huizen die vroeger bij Canton hoorden.